# ルイス・ホルトビー
ルイス・ハリー・ホルトビー（Lewis Harry Holtby, 1990年9月18日 - ）は、西ドイツ・ハインスベルク出身のサッカー選手。ホルシュタイン・キール所属。元ドイツ代表。ポジションはミッドフィールダー。

## 生い立ち
リバプール出身のイングランド人の父とドイツ人の母の間に生まれた。イギリス空軍の軍人であった父はメンヒェングラートバッハに駐在していたことがあり、エバートンFCのファンであるという。ファーストネームのLewisはドイツでは外来語扱いのため、英語読みの「ルイス」と読まれる。

## 経歴
2001年からボルシア・メンヒェングラートバッハのユースチームに所属し、2004年にアレマニア・アーヘンに移籍した。2007年にトップチームに昇格すると、2008年12月5日のTSV1860ミュンヘン戦で初ゴールを決めた。2009年7月7日にシャルケ04に移籍。VfLボーフム、1.FSVマインツ05へのレンタル移籍を経て、2011-12シーズンからシャルケに復帰。
活躍が認められて、シャルケとの契約が満了する2013年夏より父の祖国であるイングランド・プレミアリーグのトッテナム・ホットスパーへ加入することが決定していたが、後に2013年1月28日に移籍が前倒しされることとなった。
2014年1月31日、フラムFCへの半年間のレンタル移籍。
2014年9月1日、ハンブルガーSVへ1年間のレンタル移籍（買取オプション付き）。
2015年7月1日、ハンブルガーSVへ完全移籍。
2019年9月19日、ブラックバーン・ローヴァーズFCへ移籍、2021年6月までの契約を結んだ。

## 代表経歴
ドイツ代表として各世代の代表でプレーしている。2011年6月7日、UEFA欧州選手権2012予選のアゼルバイジャン代表戦でA代表デビューを果たした。